# Edme-Jules Maumené
Edme-Jules Maumené, né à Paris le 17 novembre 1818 et mort à Paris 17e le 23 février 1898, est un docteur ès-sciences et chimiste français. 
Il enseigna la chimie à Reims, dont il occupait la chaire municipale, puis à Lyon, à la Faculté des sciences. Avec Louis Brunet Jaunay il mit au point et publia une méthode nouvelle pour le perfectionnement du travail du champagne, méthode qui fut adoptée, pour la première fois, par la maison Mumm. Il est l'auteur de plusieurs publications sur le vin et d'un important traité sur la vinification. Il publia également un traité sur la fabrication du sucre. Il mourut en 1898.

## Publications
- Observations sur l'emploi de quelques procédés pour l'analyse des sirops, par M. E. Maumené. Reims, Imprimerie de P. Regnier, 1853. In-16 de 6 pp.
- Nouveau procédé d'extraction du sucre de tous les végétaux, par M. E.-J. Maumené. Reims, Imprimerie de P. Regnier, 1855. In-16 de 15 pp., avec 1 planche.
- Mémoire sur un nouveau procédé d'extraction du sucre de tous les végétaux, par M. E.-J. Maumené. Reims, Imprimerie de P. Regnier, 1856. In-8 de 34 pp.
- Indications théoriques et pratiques sur le travail des vins et en particulier sur celui des vins mousseux par E. J. Maumené, docteur ès sciences, lauréat de l'Institut, professeur à la chaire municipale de Reims, membre du conseil de salubrité de l'arrondissement de Reims, membre de plusieurs sociétés savantes, etc. Paris, Librairie de Victor Masson, 1858. Le traité comprend trois parties. La première donne toutes les indications relatives aux propriétés du vin en général et parle de sa composition, de ses altérations et de ses maladies, ainsi que des moyens de les prévenir et de les guérir. On y trouve également tout ce qui concerne la fermentation alcoolique, avec un résumé des hypothèses anciennes et un exposé de la nouvelle théorie de l'auteur. La deuxième partie est entièrement consacrée à l'élaboration des vins mousseux, avec un examen minutieux de tous les éléments susceptibles de pouvoir influencer la fermentation de la mousse. La troisième et dernière partie donne un compte rendu des nouvelles méthodes et techniques, imaginées avec la collaboration du négociant Jaunay et visant à améliorer l'élaboration du champagne. In fine (pp. 615-628), on trouve la liste alphabétique des auteurs consultés. Ce traité fut réédité en 1874 (Deuxième édition - Paris, G. Masson) et 1890 (Troisième édition - Paris, E. Bernard & Cie).
- Observations relatives au mémoire de M. Pasteur sur la fermentation alcoolique, par M. Maumené"". Reims, Imprimerie de P. Dubois, 1861. In-8 de 12 pp.
- Observations critiques au sujet des « Études sur le vin, ses maladies, causes qui les provoquent; procédé nouveau pour le conserver et le vieillir » de M. Pasteur, membre de l'Institut. Par E. Maumené. Orléans, Emile Puget, 1866. In-8 de 16 pp.
- Traité théorique et pratique de la fabrication du sucre, comprenant la culture des plantes saccharines, l'extraction du sucre brut, le raffinage, le traitement des mélasses, la distillation et les opérations relatives au travail des salins et potasses, l'analyse des matières utiles à la culture et à la fabrication, etc., etc., par E.-J. Maumené. Paris, Dunod, 1876. In-8 de pp. VII, 618, avec figures dans le texte. Une nouvelle édition parut en 1878 [Paris, Dunod, 1878. In-8 de 811 pp.].
- Encyclopédie des connaissances pratiques - III. - Comment s'obtient le bon vin. Manuel du vinifacteur. Par E.-J. Maumené, docteur ès-sciences, lauréat de l'Institut, ancien professeur à Reims et à Lyon, auteur de la 'Destruction du phylloxéra par la méthode botanique', etc., etc. (Avec 51 fig. dans le texte). Paris, Société d'Éditions Scientifiques, (Châteauroux. Imp. Langlois et Cie), 1894. In-8 de pp. [4], 238.